# Tanque de combustível

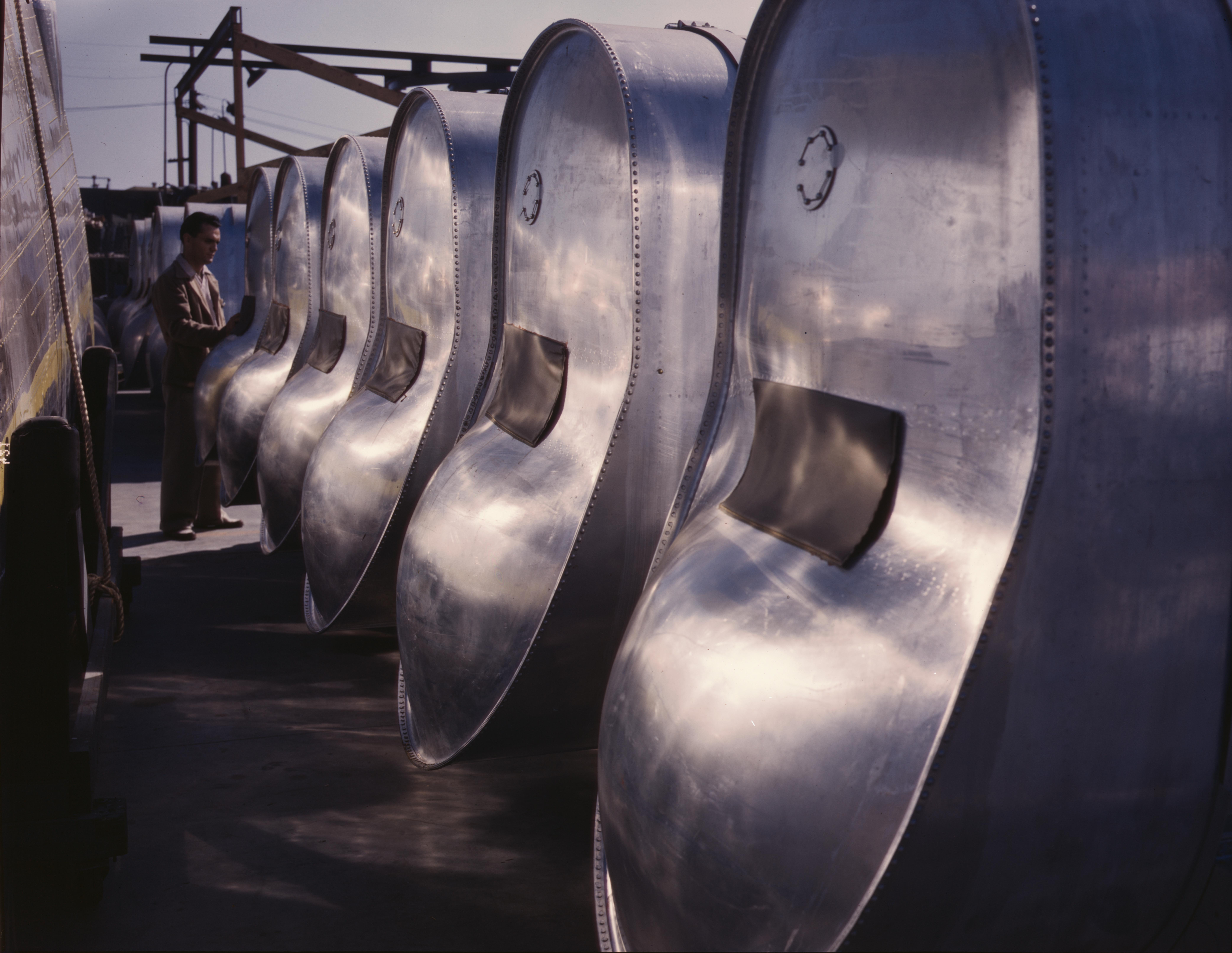
Tanques de combustível do bombardeiro B-25.

Tanque de combustível, é a denominação de um recipiente destinado a armazenar substâncias inflamáveis usadas como combustível em qualquer tipo de veículo.
Uma vez completado o processo de fabricação, seja ele qual for, um tanque de combustível deve ser testado contra vazamentos. No setor de aeronáutica, os tanques de combustível têm sido constantemente responsabilizados por causar acidentes.